# Eimerscheid
Eimerscheid ist ein Dorf, das zur Gemeinde Büllingen in Belgien gehört. Am 1. Januar 2013 lebten in der Ortschaft mit 23 bewohnten Häusern 52 Personen. War bis vor einigen Jahrzehnten noch die Landwirtschaft ausschlaggebender Wirtschaftsfaktor mit dem Schwerpunkt Milchviehhaltung, haben sich die Strukturen geändert, so dass es nur noch zwei hauptberuflich landwirtschaftliche Betriebe gibt. Diese beiden Betriebe betreiben neben der Milchviehhaltung auch Ackerbau.

## Geografie
Eimerscheid liegt auf einer Anhöhe zwischen 480 und 520 Meter über dem Meeresspiegel, in nordöstlicher Richtung entlang des Medenderbaches, der aus Richtung Manderfeld/Frankental kommt und im benachbarten Dorf Andler/Andlermühle in die Our mündet.

## Geschichte
Die erste bekannte Nennung Eimerscheids stammt aus dem Jahr 1538. In alten Belegen ist auch von Immelscheid oder Immerscheit die Rede, wobei vermutet wird, dass sich „Imme“ auf Bienen bzw. Bienenschwärme bezieht. Die in der Gegend weit verbreitete Ortsnamenendung „-scheid“ wird dagegen mit Holz und Wald in Verbindung gebracht. Orte wie Eimerscheid könnten demnach als Waldsiedlungen bzw. Rodungen betrachtet werden. Entsprechend würde Eimerscheid schlicht und einfach Bienenwald bedeuten. Andererseits weist die Endung „-scheid“ jedoch auch auf das Vorhandensein einer Grenze hin.